# Championnat de Lituanie de football 2004
Navigation
Saison précédente Saison suivante
La saison 2004 du Championnat de Lituanie de football était la 15e édition de la première division lituanienne. Les huit meilleurs clubs du pays sont regroupés en une poule unique où chaque équipe rencontre quatre fois ses adversaires, deux fois à domicile et deux fois à l'extérieur. Pour permettre le passage de 8 à 10 clubs, il n'y aura pas de club relégué en fin de saison, et deux clubs seront promus de II-Lyga.
Le FBK Kaunas, quintuple champion en titre, termine une nouvelle fois en tête du championnat cette saison. C'est le 6e titre de champion (d'affilée, qui plus est) de Lituanie de son histoire. Le FBK réalise le doublé Coupe-chamoionnat en battant en finale de la Coupe de Lituanie l'Atlantas Klaipeda.

## Les 8 clubs participants
| - FK Zalgiris Vilnius - FK Ekranas Panevezys - FK Sūduva Marijampolė - FK Vilnius | - FBK Kaunas - Atlantas Klaipeda - FK Siluté - Promu de D2 - FK Vetra Vilnius |

## Compétition
Le barème de points servant à établir le classement se décompose ainsi :
- Victoire : 3 points
- Match nul : 1 point
- Défaite : 0 point

### Classement
| Rang | Équipe                | Pts | J  | G  | N | P  | Bp | Bc | Diff |
| ---- | --------------------- | --- | -- | -- | - | -- | -- | -- | ---- |
| 1.   | FBK Kaunas (T) (C)    | 65  | 28 | 20 | 5 | 3  | 49 | 19 | +30  |
| 2.   | Ekranas Panevezys     | 62  | 28 | 20 | 2 | 6  | 59 | 22 | +37  |
| 3.   | Atlantas Klaipeda     | 50  | 28 | 15 | 5 | 8  | 36 | 29 | +7   |
| 4.   | FK Zalgiris Vilnius   | 37  | 28 | 10 | 7 | 11 | 32 | 38 | -6   |
| 5.   | FK Vetra Vilnius      | 35  | 28 | 9  | 8 | 11 | 29 | 33 | -4   |
| 6.   | FK Siluté (P)         | 25  | 28 | 6  | 7 | 15 | 34 | 44 | -10  |
| 7.   | FK Sūduva Marijampolė | 22  | 28 | 5  | 7 | 16 | 31 | 55 | -24  |
| 8.   | FK Vilnius            | 17  | 28 | 4  | 5 | 19 | 19 | 49 | -30  |

|  | Qualifié pour la Ligue des champions 2005-2006 |
|  | Qualifié pour la Coupe UEFA 2005-2006          |
|  | Qualifié pour la Coupe Intertoto 2005          |

## Bilan de la saison
| Tableau d'Honneur                   |            |
| Compétition                         | Vainqueur  |
| Championnat de Lituanie de football | FBK Kaunas |
| Coupe de Lituanie de football       | FBK Kaunas |

| Qualifications européennes    |                                        |
| Ligue des champions 2005-2006 | Qualifié                               |
| 1er tour préliminaire         | FBK Kaunas                             |
| Coupe UEFA 2005-2006          | Qualifiés                              |
| 1er tour                      | FK Ekranas Panevezys Atlantas Klaipeda |
| Coupe Intertoto 2005          | Qualifiés                              |
| 1er tour                      | FK Zalgiris Vilnius FK Vetra Vilnius   |

| Promotion et relégation |                                  |
| Relégué en II Lyga      | Aucun (passage de 8 à 10 clubs)  |
| Promus en A Lyga        | FK Siauliai FK Nevezis Kedainiai |